# Инкунабула
Инкунабуле (лат. мн. ср. рода incunabula: повоји; први почеци, од cunae; колевка; ab incunabulis: од колевке) су најстарије штампане књиге, оне које су се појавиле од појаве штампарства (око 1454) до 1500. године, односно до почетка 16. века.
Термин у множини први је употријебио Бернард фон Малинкрот (Bernhard von Mallinckrodt), декан (Domdechant) Минстерске катедрале у расправи О пореклу и развоју штампарске уметности (De ortu et progressu artis typographicae, 1639). У једнини, за означивање само једног свеска, реч се користи од 19. века. Проучавањем инкунабула, њиховом израдом, типографским карактеристикама и илустрацијама, бави се научна дисциплина која се назива инкунабулистика.

## Врсте инкунабула
Постоје две врсте инкунабула: табуларне или блок књиге, штампане помоћу дрвених плоча на којима је текст за сваку поједину страницу био урезан, као код технике дрвореза, и типографске, штампане покретним словима Јохана Гутенберга.

### Блок књиге
Средином 14. века у италијанским градовима јављају се први почеци епохе хуманизма која се током следећих 50 година проширује на велики број земаља западне Европе. Градови постају центри трговине, занатства и културе, а број становника у њима се нагло повећава. Откривају се нови континенти (Америка), све је већа потреба за проширивањем људског знања, отварају прве школе и универзитети. Ствара се нова, световна култура са новим потребама у области науке, просвете, уметности, књижевности и наравно - књига из тих области, како нових, тако и умножених.
Преписивање књига било је споро, мукотрпно и трајало је веома дуго. Зато се већ крајем 14. века развија штампарство у техници ксилографије. Ксилографија је умножавање помоћу дрвених клишеа на којима су у једном комаду (дрвеној плочи) у негативу резани и текст и слика. Свака плоча је резана посебно. Отисак је био само с једне стране папира, ређе пергамента, а листови су се добијали лепљењем, слично албумима — блоковима, тако да је сваки лист представљао физичку целину.
Блок књиге су отискиване као печати, па је штампа била неуједначеног квалитета. Књиге су биле већином религијског садржаја, намењене употреби у школама.

### Прве штампане књиге
Гутенбергов изум штампе покретним словима је епохално, револуционарно и далекосежно откриће у историји културе. Овај јединствени изум је допринео да књига у само 40 наредних година преплави целу Европу. Штампа је укинула монопол на писменост и знање и учинила књигу доступном далеко ширем кругу читалаца. Слушаоци „читања наглас“ се претварају у читаоце „у себи“ и ослобођени званичних тумачења слободно размишљају о садржају. Тиме остварују непосредну комуникацију са идејама аутора и књига постаје нови медијум масовног комуницирања.
У свету је до данас сачувано око 500.000 примерака инкунабула (око 30.000 издања), штампаних у више од 1000 штампарија. За 22.000 постоје потпуни или делимични подаци, док су остале познате углавном само по насловима или другим подацима по којима се може претпоставити да су биле штампане, на жалост, нису сачуване. Верује се да је до данас сачувано свега око 2% штампаних инкунабула.

## Инкунабуле у свету
Инкунабуле су у културној историји вредне не само због садржаја, него и као споменици типографске уметности и књижне опреме. Прву каталогизацију инкунабула извршио је Георг Волфганг Панзер (Georg Wolfgang Panzer) у пет свезака под насловом: Annales Typographici ab Artis Inventae Origine ad Annum MD. (Нирнберг, 1793–97).

Међу сачуваним блок књигама најпознатије су:
- Вештина умирања (лат. Ars moriendi)
- Библија сиромашних (лат. Biblia pauperum)
- Откровење (грч. Apokalipsis)[5]

Прве штампане књиге:
- Библија у 42 реда Јохана Гутенберга, ремек дело штампарства, чије је штампање завршено у Мајнцу, јула 1456. године. Књиге су оштампане у укупном тиражу од 185 примерака - 150 на папиру и 35 на пергаменту. До данас је сачувано 49 примерка (12 на пергаменту и 37 на папиру). Свега 23 примерака је потпуно.[8]
- Турски календар друга значајна књига коју је Гутенберг одштампао 1454. године.
- Исте године када је довршена Библија у 42 реда Фуст је утужио Гутенберга због дуга и Гутенберг је изгубио штампарију. Већ две године касније, 1457. год. Фуст објављује елегантно издање Мајнцшког псалтира (Psalterium Moguntinum), на којем су као штампари потписани Фуст и његов зет Петер Шефер, без Гутенберга. Ова књига сматра се једном од најлепших инкунабула, а значајна је и због тога што је прва књига која садржи датум, место и имена штампара и ма први штампарски знак - грб штампарије.[3][5]

## Словенска инкунабулистика
Под појмом „словенска инкунабула“ сврстане су само оне инкунабуле које су штампане на неком од словенских језика, тј не убрајају се оне штампане у словенским земљама, али неким другим језиком. На неком од словенских језика инкунабуле су се штампале само у Црној Гори, Хрватској, Чешкој и Украјини (и друге словенске земље, нпр. Пољска, имале су штампарије, али се у њима није штампало на неком од словенских језика).
Данас постоји око 50 словенских инкунабула, од чега је пет штампано глагољичким, десет ћирилицом, а остале латиницом. Осим по врсти писма, глагољицом и ћирилицом, словенске инкунабуле имају исте карактеристике као европске.
Прва словенска инкунабула је Хроника тројанска, штампана у чешком граду Плзену 1478. године. По броју штампаних инкунабула предњачи Чешка, у којој је штампано 60 инкунабула, док је у Хрватској, која је друга по реду, штампано свега 9. Хрватске инкунабуле издваја то што су штампане глагољичким писмом.

## Српско штампарство
Већи део историје српског штампарства у ствари је повест о рвању културе с тешким историјским приликама. Век настанка штампарства подударио се с почетком најмрачнијег периода српске историје - падом српских земаља у вековно турско ропство. Док се слагала Гутенбергова Библија (1453), султан Мехмед Освајач заузео је престоницу Византије - Константинопољ. Тада је већ био поробљен југ српске државе, од Егејског мора до Косова. И сам Гутенберг био је свестан драматичне опасности, па је пре завршетка Библије, крајем 1454, објавио тзв. Турски календар, који је у облику песама позивао хришћанску Европу на отпор Турцима. У тој књизи помиње се и сурови поход султана Мехмеда на Србију 1454, када је турска војска пустошила Српску деспотовину све до границе Угарске.
Последњу деценију 15. века, кад почиње српско штампарство, дочекала је неосвојена од Турака само Стара Црна Гора, тј. планински део Зете, где су се до пред крај века одржали обласни господари Иван Црнојевић и његов син Ђурађ Црнојевић.
Те околности одредиле су и карактер раног српског штампарства. Војнички отпор Срба био је задуго сломљен, а мисија штампарства била је отпор духовном поробљавању, одржавање духовне и етничке самосвести. Штампане су само православне верске књиге, јер је најважнији био отпор турској исламизацији и очување православне цркве и вере. Последњи господар Зете (односно Црне Горе) Ђурађ Црнојевић на Цетињу оснива штампарију Црнојевића.
Његови штампари, са свештеником Макаријем на челу, успели су од 1494. до 1496. године, пре него што је под турском силом нестала и држава и штампарија, да објаве пет црквених књига српском варијантом старословенског језика - 4. јануара 1494. објављена је прва од њих, Октоих првогласник, као прва књига на словенском југу штампана ћирилицом.
Цетињска штампарија, ослоњена на словенску рукописну традицију и истовремено на тековине ренесансе (нарочито у орнаментици), имала је висок технички квалитет и служила је као узор каснијим штампарима.
Инкунабуле штампане на Цетињу су:
1. Октоих првогласник, штампан током 1493, године, а завршен 4. јануара 1494. године. Октоих је најзначајнија, најсадржајнија и највише коришћена богослужна књига православне цркве, настала још у осмом веку.
2. Октоих петогласник, штампан вероватно током 1494. године као логичан наставак претходне. Он је прва илустрована јужнословнеска књига, сачувана само у фрагментима који чине једва 1/6 књиге.
3. Псалтир с посљедовањем, највећа по обим, која је с техничке стране најсавременија а нарочито се истиче по лепоти насловних слова и иницијала.
4. Молитвеник, такође сачувана само у фрагментима.
5. Четворојеванђеље, штампано вероватно 1496. године. До сада није пронађен ни један примерак ове књиге и о њему се зна само на основу податка да је препис „извод од форми Црнојевић од сложенија Макарија“ урађен 1548. године у Буђановцима у Срему, (како то наводи Сп. Радојичић у књизи „О штамапарији Црнојевића“, страна 167).[10]

Оно што црногорско штампарство чини јединственим, то је чињеница да је црногорска штампарија прва позната државна штампарија у Европи. Све друге су биле у приватноме власништву.

| Занимљив је податак да су на простору Црне Горе пронађени одливци штампарских слова за које се претпоставља да су припадали првој црногорској штампарији. Постоје многобројни аргументи за и против те тврдње, али ако би се доказало да је тачна били би то једини сачувани штампарски одливци из времена штампања инкунабула. |

Данашња Збирка старих штампаних књига Народне библиотеке Србије садржи стотину једну библиотечку јединицу. Готово читаву Збирку чине издања штампана ћирилским писмом на српскословенском, док је један мањи број књига објављен на другим националним редакцијама старословенског језика. У Збирци се чувају и најстарије ћирилске књиге које уједно престављају и једине инкунабуле објављене на јужнословенском простору. То су издања Ђурђа Црнојевића, штампана на Цетињу, непосредно пред турско освајање Зете.
Првобитна Збирка старих штампаних књига у потпуности је страдала у пожару изазваном немачким бомбардовањем Београда, у ноћи између 6. и 7. априла 1941. године. Том приликом је, уз најдрагоценију рукописну збирку, у неповрат изгубљено и близу 230 примерака старих штампаних књига. Убрзо по уништењу зграде Народне библиотеке на Косанчићевом венцу тадашња управа Народне библиотеке је уз подршку надлежних државних органа и мобилизацију научне, културне јавности и ширих слојева друштва, покренула пројекат систематске обнове књижног фонда, у оквиру којег је посебна пажња посвећена прикупљању рукописних и старих штампаних књига.